# Kevin Systrom
Kevin Systrom, född 30 december 1983 i Holliston i Massachusetts, är en amerikansk entreprenör, mest känd som medgrundare (tillsammans med Mike Krieger) och VD för fotodelningstjänsten Instagram.

## Biografi
Systrom gick i skolan på Middlesex School i Concord, Massachusetts och tog senare examen från Stanford University 2006.